# Серет (притока Дунаю)
45°24′11″ пн. ш. 28°1′27″ сх. д. / 45.40306° пн. ш. 28.02417° сх. д.
Сере́т, Сіре́т (рум. Siret; угор. Szeret; лат. Hierasus [Ararus]) — річка в Україні (Чернівецька область) та Румунії. Ліва притока Дунаю (басейн Чорного моря).

## Опис

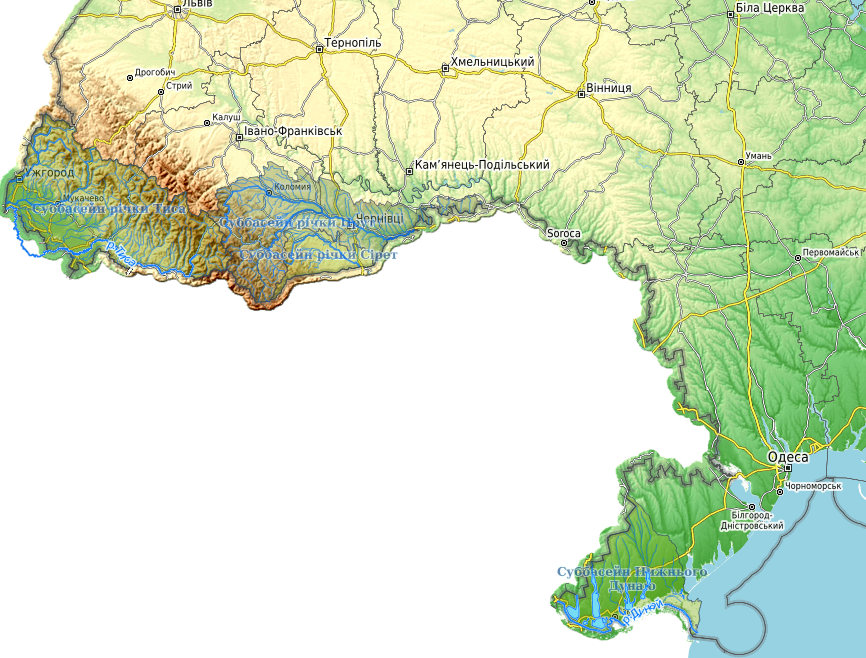
Річкові басейни приток Дунаю на території України

Довжина 682 км (за іншими даними — 706 км), площа басейну 44835 км² (в Україні — 2,07 тис. км²). У верхній частині тече територією України (123 км), далі — Румунії (599 км). У гірській частині (в Україні) долина V-подібна, завширшки від 0,3 до 2,5 км (біля с-ща Берегомет); у передгір'ї долина трапецієподібна, симетрична, завширшки до 3,5–5,5 км. Похил річки 2,0 м/км.
Річище Серету помірно звивисте, ширина у межень 7–10 та глибина 0,2–0,7 м. Є багато островів. Швидкість течії коливається від 1,5 до 2–3 м/с. Повені навесні, влітку — дощові паводки. У цей час ширина річища збільшується до 200 м, глибина до 2–3 м, швидкість течії до 2–3 м/с.
Живлення — мішане, навесні і влітку бувають паводки; льодостав — із грудня до березня. Несе значну кількість наносів — близько 12 млн тонн за рік. Береги складають шари гальки, глини, суглинків та піску. Береги на значному протязі укріплені.
У басейні Серету — ГЕС (переважно на річці Бистриця), сплав лісу. Нижче гирла річки Бирлад річка судноплавна для невеликих кораблів. Неподалік від гирла, на Дунаї, — порт Галац (Румунія).

## Розташування
Серет бере початок на північних схилах гори Осередок, Покутсько-Буковинських Карпат (частина Українських Карпат), біля села Долішній Шепіт (основний витік у верхів'ї ще має назву Зваришек). Тече спершу на північ, далі поступово повертає на північний схід, схід і південний схід. Перетинає українсько-румунський кордон на південний схід від села Новий Вовчинець. На території Румунії спершу тече на південний схід, у середній течії — на південь, у пониззі — знову на південний схід. Впадає до Дунаю при південних околицях міста Галац.

## Основні притоки
На території України — Малий Серет, Міхідра, Лукавчик; на території Румунії — Сучава, Молдова, Бистриця.

### Притоки на території України
Праві: Бурсуки, Арджиу, Мигівка, Бецьків, Галещів, Дубовець, Малий Серет, Сучава (верхів'я).
Ліві: Звараш, Лапушна, Перегемка, Лекечі, Велика Чорновка, Стебник, Сухий, Міхідра, Білка, Глибочок, Котовець, Молниця.

## Великі населені пункти над Серетом
Українські: с-ще Берегомет, місто Сторожинець, село Ропча, село Панка, село Йорданешти, село Карапчів, село Кам'янка Румунські: міста Серет, Пашкань, Роман, Бакеу, Аджуд.